# Saint-Aunès
Saint-Aunès – miejscowość i gmina we Francji, w regionie Oksytania, w departamencie Hérault. Nazwa miejscowości pochodzi od świętej Agnieszki.
Według danych na rok 1990 gminę zamieszkiwało 2027 osób, a gęstość zaludnienia wynosiła 165 osób/km² (wśród 1545 gmin Langwedocji-Roussillon Saint-Aunès plasuje się na 194. miejscu pod względem liczby ludności, natomiast pod względem powierzchni na miejscu 640.).